# MicroG
microG是Google专有库的自由和开源实现，由德国开发者馬文·威斯菲爾德（Marvin Wißfeld）维护。移动设备用户可通过它使用Google Play服務，而不受Google的跟踪。在一次演讲中，将microG描述为 "构建无Google专有组件的客製化Android的框架"。

## 背景
Android操作系统一开始是开源软件，随着该系统的普及，Google开始用自己的专有软件替代各种开源组件，如“AOSP Music”对应Google Play音乐、“AOSP Keyboard”对应Gboard、“Gallery2”对应“Google相机”。2012年，创建了“NOGAPPS”專案，可替代该闭源系统软件，2016年更名为microG。

## 功能
microG允许Android应用访问Google Play服务提供的应用程序接口（API），包括Google Play商店、Google地图、Google定位服务和Google云消息传递。与Google Play服务不同，microG不会跟踪用户活动，用户还可选择是否开启特定功能。

## LineageOS for microG

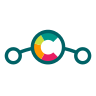
LineageOS for microG 的徽标

2017年，microG发布了 "LineageOS for microG"，这是LineageOS的一个分叉，支持的设备型号与LineageOS相同，预装了microG和F-Droid应用商店，并支持了代码签名欺骗。Lineage OS for microG是在LineageOS开发者拒绝将microG整合到LineageOS之后创建的，因为microG运作需要伪造Google签名，他们认为这是一个安全问题。
microG开发者称，与使用Google Play服务的操作系统相比，使用该分叉系统的旧智能手机消耗的电池电量更少。

## 采用
在2018年一篇关于安卓应用隐私的论文中，来自名古屋大學的安全研究人员使用microG在Android 6模拟器上绕过了Google的SafetyNet安全机制。研究人员实现了签名欺骗来使microG运作，并改变了Android的软件包管理器。
/e/操作系统也是LineageOS的一个分叉，内置了microG。2019年，/e/开始销售预装microG的翻新智能手机。
根据Essential Products在2019年底对代码库的提交，“Project Gem”手机预装的安卓移除了Google Play服務而内置了microG。
2020年，OmniROM开始为某些设备提供包括内置microG的构建版本。
华为EMUI在2023年9月内置了签名欺骗、其支持人员撰写了microG教程。也提供带有“-hw”后缀的APK，同时在AppGallery上架。这使其绕过了美国商务部的部分制裁，早前Google遵从制裁不再向华为提供Google移动服务（GMS）授权。

## 评价
2016年，LWN.net的Nathan Willis预计microG将成为客製化Android用户们的“welcome addition”。Willis建议，MicroG可以通过与这些项目合作来提高普及度，比如CyanogenMod、Replicant和Blackphone。
Corbin Davenport在2018年4月为Android Police撰文，在一次实验中，他在小米4c智能手机上安装了microG的LineageOS，使用了TWRP的镜像，完全在安卓上使用开源软件。Davenport说，他无法通过microG登录他的Google账号，因此他得出结论：“全部使用开源软件是不行的”，尽管通过F-Droid可以安装高质量的开源Android应用程序，也不需要账号。Brendan Hesse在2018年11月的退出Google教程中推荐microG。Hesse认为它是Google Play服务的一个“有前途的”替代品。
ZDNet的Steven J. Vaughan-Nichols在2019年用一部来自/e/的翻新三星Galaxy S9+智能手机进行了测试，他得出结论：使用microG无法运行一些更依赖Google Play 服务的应用程序。在测试中，Vaughan-Nichols能够正常使用Signal、Telegram、Facebook，而Lyft和Uber部分工作，Google地图和Twitter完全无法运行，他认为“安卓应用程序也可能带来痛苦”，“安装/e/是艰巨的工作”。